# Grabežnice
Grabežnice (znanstveno ime Asilidae) so družina žuželk, ki obsega okoli 7100 vrst, razširjenih po celem svetu. Že ime pove, da se te muhe prehranjujejo z drugimi žuželkami, ki jih lovijo.
Za grabežnice so značilne dolge in močne noge, med očmi pa imajo brazdo. Glava je pri večini vrst obdana z dlačicami. Vse grabežnice imajo na glavi poroženelo bodalce, s katerim predrejo žrtev in iz nje posesajo sokove. Nekatere vrste lovijo v letu, druge pa na plen prežijo v zasedi. Ličinke grabežnic se prehranjujejo z razpadajočimi rastlinskimi ostanki.